# Японская улица (Львов)
Японская улица (укр. Японська вулиця) — улица во Франковском районе города Львова, в местности Новый Свет. Начинается от Глубокой улицы и заканчивается около улицы Коновальца.

## Название
В 1910 году улица называлась Японская в память победы этой страны в войне с Россией 1904—1905 годах. В 1943 году переименована в Блюхергассе (Bluchergasse), в честь прусского генерал-фельдмаршала Гебгарда Леберехта фон Блюхера. В июле 1944 получила предварительное название Японская. В октябре 1945 года улица переименована на Хасанскую в память о разгроме японских милитаристов у дальневосточного озера Хасан в 1938 году (тогда в результате ничем не обоснованных требований Японии относительно Заозёрной и Безымянной сопок войска Японии сделали бесполезную агрессию на советскую территорию). В декабре 1945 года снова носит название Японская, а в 1950 году вернули название Хасанская. И только в 1993 году улице вернули историческое название — Японская.

## Примечательные здания

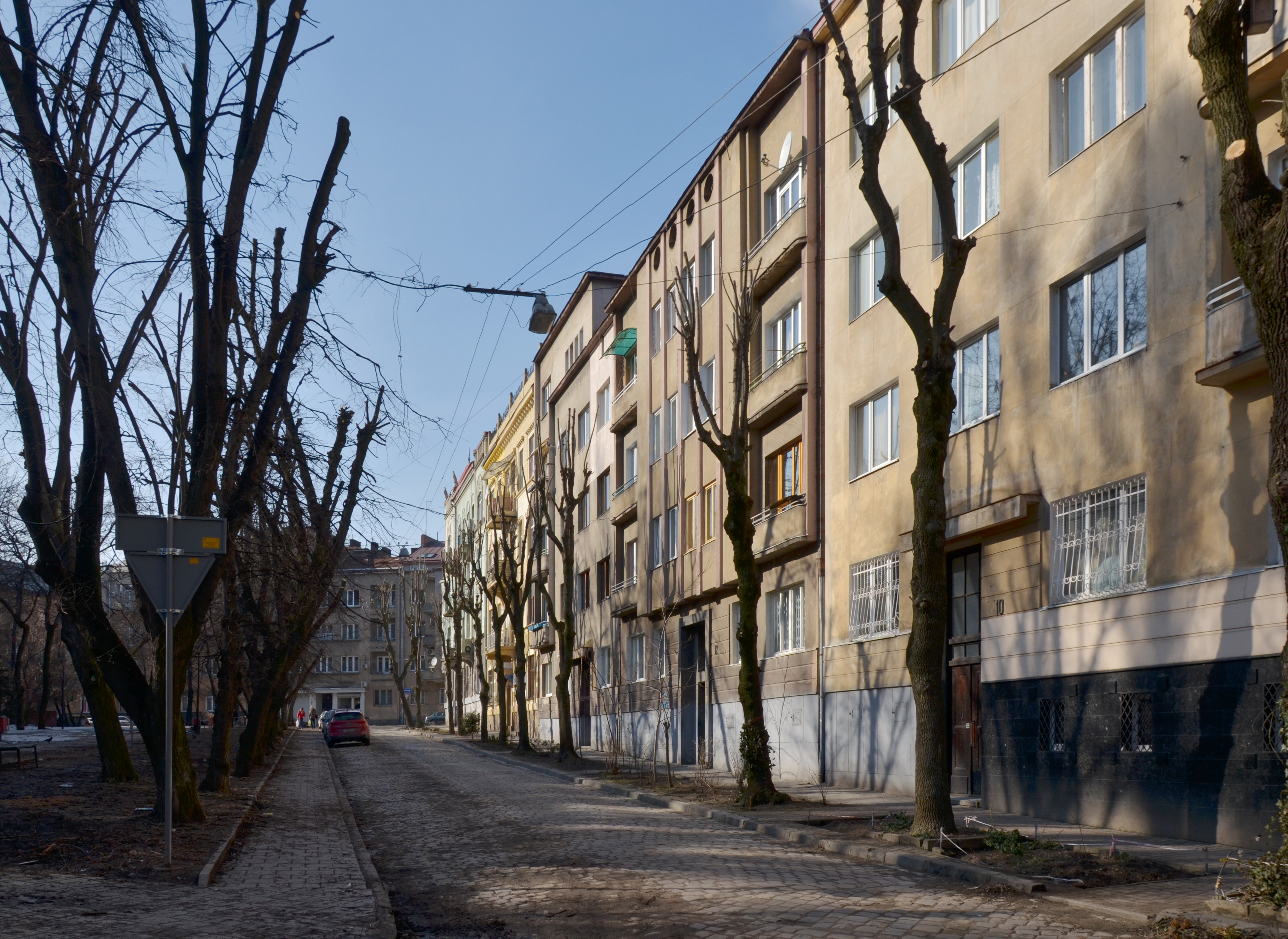
Японская улица. Фото 2018 года

- № 3.  Керамическая плитка в вестибюле дома создана на предприятии «Генрік Ебер»[2].
- № 5.  Дом выполнен в стиле ар-деко. Архитектор Юзеф Авин[3]. Керамическая облицовка в вестибюле выполнена на фабрике «Генрік Ебер»[4].
- № 7.  Типография Бернарда Бардаха. Возведена по проекту Юзефа Авина. Фасад декорирован небольшими медальонами с рельефами в стилистике ар-деко[5].
- № 9.  Дом профсоюза почтовых служащих, построенный по проекту архитектора Адольфа Виктора Вайсса[6].
- № 10, 12, 14.  Дома выполнены по проекту архитектора Доброслава Чайки[7].